# اچ‌ام‌اس اکسلنت (۱۷۸۷)
اچ‌ام‌اس اکسلنت (۱۷۸۷) (به انگلیسی: HMS Excellent (1787)) یک کشتی بود که طول آن ۱۶۸ فوت (۵۱ متر) بود. این کشتی در سال ۱۷۸۷ ساخته شد.